# Якутска митология
Якутска митология се нарича комплексът от митологични вярвания и представи на народността якути в Сибир. Смята се, че в нея се залегнали представи на древните тюрки и различни племена от Южен Сибир.

## Основни представи в якутската митология
Според якутската митология и по-специално митът от епоса Олонхо, в древни времена избухва война между племената на Улу тойон, Юрюнг айъ тойон и предводителя на злите духове-абааси от долния свят Арсан Дуолай. Войната се проточва и заплашва да унищожи света; тогава враждуващите страни спират бойните действия и сключват договор, по силата на който мирозданието е разделено на три отделни свята. На горния свят се заселват племената на Юрюнг айъ тойон и Улу тойон; средния свят е даден на хората, а долния – на племената на Арсан Дуолай.
Горният свят се разделя (според различни версии) на 3, 7 или 9 небеса, разположени едно над друго. На най-горното небе живее Юрюнг тойон, а на долните духовете на Улу тойон. Най-долното небе се свива по окръжността си и се трие по повдигнатите краища на земята със звук, сякаш се бият разярени жребци.
Съществува версия, че добрите духове айъ създават земната повърхност (Средния свят) много красива и изключително равна, но зъл дух от абасите я изпотъпква и намачква, като следите му са реките, езерата и планините. Веднага след създаването на земята, Юрюнг айъ тойон създава и човека, като за целта прави статуи на хора и ги поставя в каменна къща. Одвън поставя страж, за да не се промъкне някой зъл дух и да развали творението му. Но злият дух подкупва пазача с топла шуба, влиза вътре и омазва статуите с нечистотии. Когато създателят вижда стореното, той превръща стража в куче, а хората извръща наопаки. Оттогава кучетата са пазачи и имат топла козина, а хората отвътре са пълни с нечистотии. Вярва се, че освен хората и животните, средния свят е обитаван и от духовете ичи (иччи) – стопани на горите, езерата, реките, пътищата, домовете, оръдията на труда, различните предмети, изработени от човек и т.н.
Долния, подземен свят, се описва от якутските митове като сумрачен, мъждиво осветен от нащърбени слънце и луна. Целият долен свят е едно непресъхващо блато, покрито с много рядка кал, в което растат уродливи железни дървета.
В якутската митология могат да се проследят тотемистични митове. Такива са митовете за орела, лебеда, гарван и др. Например орелът се смята за син на божеството Хомпоруун Хотой, което е глава на всички птици. Вярва се, че орелът донася огъня на хората, а някои якутски родове го смятат за свой покровител и се отнасят към него като към по-възрастен роднина.
Шаманизъм
Съвсем отделен цикъл в якутската митология са митовете за великите шамани. Като първия велик шаман е известен Ан аргил ойун. Известен е и още един изключително велик шаман – т. нар. „Принц на шаманите“, който живее някъде в западната част на небето и е от семейството на Улу тойон. (Самият Улу тойон, чрез сина си Хара Суорун, се смята за създател на шаманството). На този „принц на шаманите“ принасят в жертва ловно куче със сивкава козина на бели петна, с бяло петно между очите и муцуната. Съществуват и други велики шамани, за които се вярва, че дори лежейки в гробовете си, те продължават да шаманстват, изпадайки в транс. Затова около местата на погребението понякога се чуват ударите на шаманския барабан и дрънченето на висулките по шаманското облекло.
Якутската митология съществува в много версии и варианти, от които може да се съди, че ситуациите и йерархиите в якутския пантеон са променяни многократно и не може да се постави ясна и отчетлива граница между добри и зли божества (главно поради общуването на шаманите с всички тях) и различните им функции.
С якутската митология е генетично свързана митологията на долганите, която съвпада с тази на северните якути.

## По-важни божества (духове) в якутската митология
- Абааси
- Айъ
- Айъсът
- Ал лук мас
- Ан аргил ойун
- Ан дархан тойон
- Ан дархан хотун
- Арсан-Дуолай
- Бай Баянай
- Бордонгкуй
- Ереке Джереке
- Иейиехсит
- Илбис хан
- Иччи
- Улу тойон
- Хара Суорун
- Хомпоруун хотой
- Юрюнг айъ тойон